# Adiutor
Adjutor (24 de junio de 1073-30 de abril de 1131) es venerado como santo por la Iglesia católica.

## Biografía
Adiutor nació en Normandia, donde se convirtió en caballero en la Primera Cruzada. Se le considera patrón de los nadadores, marineros y ahogados, además de patrón de Vernon. Las historias dadas por su patrocinio de los navegantes varían. Algunos afirman que fue capturado por musulmanes en la cruzada, y escapó de la persecución nadando de vuelta a Francia y entró en la abadía de Trion. Allí se convirtió en un recluso hasta su muerte en 1131. 
Las leyendas adicionales dicen que unos ángeles le liberaron de sus captores, y su asociación con el mar se produjo cuando se calmó un remolino lanzando agua bendita, y con un signo de la cruz se liberó los crilletes de su cautiverio. 